# Coupe de Tunisie de football 1990-1991
Navigation
Coupe de Tunisie 1989-1990 Coupe de Tunisie 1991-1992
La coupe de Tunisie de football 1990-1991 est la 35e édition de la coupe de Tunisie depuis 1956, et la 60e en tenant compte des éditions jouées avant l'indépendance. Elle est organisée par la Fédération tunisienne de football (FTF).
La finale, qui a lieu au cours de la saison suivante pour contraintes de calendrier, oppose 32 ans après l'Espérance sportive de Tunis et l'Étoile sportive du Sahel, et c'est la première qui enrichit son palmarès avec une huitième coupe, palmarès qu'elle avait inauguré en 1939 par une victoire contre ce même adversaire.

## Résultats

### Premier tour
Ce tour est disputé entre les clubs de division 3 et division 4, 42 au Nord et 42 au Sud. 
- Club sportif de Menzel Bouzelfa - Hirondelle sportive de Kalâa Kebira : 2 - 1
- Football Club de Jérissa - Club medjezien : 2 - 0
- Club sportif de Makthar - Jeunesse sportive de la Manouba : 2 - 0
- Jeunesse sportive d'El Omrane - Union sportive de Séjoumi : 0 - 0 (t. a. b. :  6 - 5)
- Association sportive Ittihad - Patriote de Sousse : 4 - 1
- Kalâa Sport bat El Alia Sport
- El Ahly Mateur - Club sportif de Bargou : 2 - 1
- Association sportive de Ghardimaou - Tinja Sport : 2 - 0
- Espoir sportif de Bouficha - Étoile olympique La Goulette Kram : 1 -  2
- Étoile sportive du Fahs - Astre sportif de Menzel Jemil : 2 - 1
- Jendouba Sports - Étoile sportive de Tajerouine : 1 - 0
- Éclair testourien - Stade africain de Menzel Bourguiba : 0 - 1
- Sporting Club de Ben Arous - Club sportif de Korba : 1 -  2
- Vague sportive de Menzel Abderrahmane - Étoile sportive de Gaâfour : 3 - 2
- Association sportive de l'Ariana bat Union sportive de Djedeida
- Mouldia sportive de Den Den - Stade nabeulien : 4 - 1
- Club sportif des municipaux - Union sportive El Ansar : 3 - 1
- Association Mégrine Sport - Association sportive de Hammamet : 4 - 0
- Union sportive de Sidi Bou Ali - Enfida Sports : 2 - 1
- Union sportive de Siliana - Avenir sportif keffois de Barnoussa : 5 - 1
- Croissant sportif de M'saken -  Étoile sportive de Radès : 1 - 0
- Club sportif de Khniss - Flambeau sportif de Sahline : 0 - 0 (t. a. b. : 3 - 2 )
- Étoile sportive de Métlaoui - Stade gabésien : 0 - 0 (t. a. b. : 5 - 4 )
- Badr sportif d'El Aïn - Chehab sportif de Ouerdanine : 4 - 0
- Avenir sportif de Lalla - Gazelle sportive de Moularès : 3 - 1
- Association sportive de Mahrès bat Kerkennah Sport
- Sporting Club de Moknine bat Union sportive de Ksour Essef
- Club olympique de Sidi Bouzid - Union sportive de Métouia : 4 - 0
- Union sportive de Ben Guerdane - Association sportive de Djerba : 0 - 3
- Fléche sportive de Gafsa-Ksar - Oasis sportive de Kébili : 3 - 1
- Football Mdhilla Club - Jeunesse sportive de Ouedhref : 1 - 1 (t. a. b. : 5 - 4)
- La Palme sportive de Tozeur - Croissant sportif de Redeyef : 1 - 0
- Club sportif de Nefta - Olympique de Médenine : 0 - 0 (t. a. b. : 3 - 2)
- Ennahdha sportive de Jemmel bat Union sportive de Sbeïtla
- Astre sportif d'Agareb - Aigle sportif de Jelma :  2 - 1
- Avenir sportif de Gabès - Espoir sportif de Haffouz : 3 - 1
- El Gawafel sportives de Gafsa-Ksar - Avenir sportif de Tozeur : 1 - 0
- Avenir sportif de Rejiche bat Progrès sportif de Sakiet Eddaïer
- Jeunesse sportive de Rogba - Étoile sportive de Fériana : 1 - 0
- Espoir sportif de Jerba Midoun - Wided sportif d'El Hamma : 1 - 0
- Club Ahly de Sfax - Union sportive de Ksibet el-Médiouni : 8 - 5
- Étoile sportive de Gabès - Tataouine Sport : 2 - 1

### Deuxième tour
Le tour est marqué par la participation de 72 clubs : 42 qualifiés du premier tour, les quatorze clubs de Ligue II, appelée alors division d'honneur, et les seize représentants des ligues régionales.
- Club sportif de Menzel Bouzelfa - Football Club de Jérissa : 2 - 0
- Olympique du Kef (Ligue II) - Espoir sportif de Hammam Sousse (Ligue Centre) : 2 - 0
- Club sportif de Makthar - Avenir sportif de Lalla : 2 - 1
- Association sportive de Ghardimaou - Association sportive de Sakiet Sidi Youssef (Ligue Nord-Ouest) : 1 - 0
- Étoile olympique La Goulette Kram - Étoile sportive du Fahs : 2 - 1
- Stade africain de Menzel Bourguiba - Association sportive de Mahrès : forfait
- Club sportif de Korba - Grombalia Sports (Ligue II) : 0 - 0 (t. a. b. : 2 - 3)
- Union sportive de Bousalem (Ligue II) - Vague sportive de Menzel Abderrahmane : 3 - 0
- Association sportive de l'Ariana - Océano Club de Kerkennah (Ligue II) : 1 - 0
- Club sportif des cheminots (Ligue II) bat Club olympique de Sidi Bouzid
- Mouldia sportive de Den Den - Stade sportif de Kébili (Ligue Sud-Ouest) : 2 - 0
- STIR sportive de Zarzouna (Ligue II) - Club sportif d'El Ouardia (Ligue Tunis/Cap Bon) : 2 - 1
- Sporting Club de Moknine - Club sportif des municipaux : 0 - 2
- Étoile sportive de Béni Khalled (Ligue II) - Association Mégrine Sport : 1 - 2
- Union sportive de Sidi Bou Ali - Baâth sportif de Mohamedia (Ligue Tunis/Cap Bon) : 1 - 0
- Club sportif de Foussana (Ligue Nord-Ouest) - Club sportif de Khniss : 1 - 0
- Croissant sportif de M'saken - Croissant sportif chebbien (Ligue Sud) : 1 - 0
- Stade soussien (Ligue II) - Étoile sportive de Métlaoui : 0 - 0 (t. a. b. : 4 - 3 )
- Badr sportif d'El Aïn - Stade sportif de Sommar (Ligue Sud-Est) : 2 - 1
- Avenir sportif de Kasserine (Ligue II) - Mine sportive de Métlaoui (Ligue Sud-Ouest) : 8 - 1
- Association sportive de Djerba - Union sportive d'Ajim (Ligue Sud-Est) : 3 - 0
- Fléche sportive de Gafsa-Ksar - Football Mdhilla Club : 2 - 1
- Club sportif hilalien (Ligue II) - Croissant sportif d'Akouda (Ligue Centre) : 3 - 1
- La Palme sportive de Tozeur - Union sportive de Siliana : 2 - 1
- El Makarem de Mahdia (Ligue II) - Étoile sportive khmirienne (Aïn Draham) (Ligue Nord) : 1 - 0
- Club sportif de Bembla (Ligue Centre Est) - Club sportif de Nefta (t. a. b.)
- En-Nadi Ahly Bouhjar (Ligue Centre Est) - Ennahdha sportive de Jemmel : 0 - 0 (t. a. b. :  10 - 9)
- Gammouda Sport (Ligue Sud) - Astre sportif d'Agareb : 1 - 0
- Avenir sportif de Gabès - Jeunesse sportive d'El Omrane : 0 - 0 (t. a. b. :  4 - 3)
- El Gawafel sportives de Gafsa-Ksar - El Ahly Mateur : 1 - 0
- STIA Sousse (Ligue II) - Avenir sportif de Rejiche : 1 - 1 (t. a. b.)
- Jeunesse sportive de Rogba - Kalâa Sport : forfait
- Espoir sportif de Jerba Midoun - Jendouba Sports : 0 - 0 (t. a. b. : 3 - 2)
- Espérance sportive de Zarzis (Ligue II) - Association sportive Ittihad : forfait
- Club Ahly de Sfax - Union sportive de Borj El Amri (Ligue Nord) : 2 - 0
- Étoile sportive de Gabès - Stade sportif sfaxien (Ligue II) : 2 - 2 (t. a. b. : 3 - 2)

### Troisième tour
Le tour a lieu entre les 36 équipes qualifiées du deuxième tour.
- Club sportif de Menzel Bouzelfa - Olympique du Kef : 0 - 1
- Club sportif de Makthar - Association sportive de Ghardimaou : 2 - 1
- Étoile olympique La Goulette Kram - Stade africain de Menzel Bourguiba : 0 - 0 (t. a. b. : 3 - 4)
- Grombalia Sports - Union sportive de Bousalem 0 - 0 (t. a. b. : 2 - 3)
- Association sportive de l'Ariana - Club sportif des cheminots : 1 - 2
- Mouldia sportive de Den Den - STIR sportive de Zarzouna : 0 - 0 (t. a. b. : 5 - 5 - 4 )
- Club sportif des municipaux - Association Mégrine Sport : 0 - 2
- Badr sportif d'El Aïn - Avenir sportif de Kasserine : 0 - 0 (t. a. b. : 2 - 4)
- Association sportive de Djerba - Fléche sportive de Gafsa-Ksar : 1 - 0
- Union sportive de Sidi Bou Ali - Club sportif de Foussana : 2 - 0
- Club sportif hilalien - La Palme sportive de Tozeur : 1 - 0
- El Makarem de Mahdia - Club sportif de Bembla : 1 - 0
- En-Nadi Ahly Bouhjar - Gammouda Sport : 2 - 0
- Avenir sportif de Gabès - El Gawafel sportives de Gafsa-Ksar : 0 - 1
- STIA Sousse - Jeunesse sportive de Rogba : 2 - 1
- Croissant sportif de M'saken - Stade soussien : 0 - 0 (t. a. b. : 5 - 6)
- Espoir sportif de Jerba Midoun - Espérance sportive de Zarzis : 0 - 3
- Club Ahly de Sfax - Étoile sportive de Gabès : 0 - 2

### Seizièmes de finale
Trente deux équipes participent à ce tour, les 18 qualifiés du tour précédent et les quatorze clubs de la division nationale (Ligue I).
| Équipe 1                       | Équipe 2                           | Score 90' | Score 120' | Tirs au but |
| ------------------------------ | ---------------------------------- | --------- | ---------- | ----------- |
| Olympique du Kef               | Olympique de Béja                  | 1 - 0     |            |             |
| Sfax railway sport             | El Makarem de Mahdia               | 4 - 0     |            |             |
| Jeunesse sportive kairouanaise | En-Nadi Ahly Bouhjar               | 2 - 0     |            |             |
| Club sportif de Makthar        | Stade africain de Menzel Bourguiba | 2 - 0     |            |             |
| Stade tunisien                 | Club africain                      | 2 – 0     |            |             |
| Union sportive de Bousalem     | Avenir sportif de Kasserine        | 1 - 0     |            |             |
| Club sportif des cheminots     | Association sportive de Djerba     | 1 - 2     |            |             |
| Avenir sportif de La Marsa     | Union sportive de Sidi Bou Ali     | 3 - 0     |            |             |
| Club sportif sfaxien           | Mouldia sportive de Den Den        | 2 - 0     |            |             |
| Club sportif hilalien          | El Gawafel sportives de Gafsa-Ksar | 0 - 0     | 1 - 0      |             |
| Avenir sportif d'Oued Ellil    | Club sportif de Hammam Lif         | 0 - 0     | 0 - 0      | 4 - 5       |
| Club olympique des transports  | Union sportive monastirienne       | 0 - 3     |            |             |
| STIA Sousse                    | Espérance sportive de Tunis        | 0 - 1     |            |             |
| Étoile sportive du Sahel       | Stade soussien                     | 2 - 2     | 3 - 2      |             |
| Étoile sportive de Gabès       | Espérance sportive de Zarzis       | 1 - 2     |            |             |
| Association Mégrine Sport      | Club athlétique bizertin           | 0 - 0     | 0 - 1      |             |

### Huitièmes de finale
| Date        | Équipe 1                       | Équipe 2                       | Score 90' | Score 120' | Tirs au but |
| ----------- | ------------------------------ | ------------------------------ | --------- | ---------- | ----------- |
| 12 mai 1991 | Union sportive monastirienne   | Union sportive de Bousalem     | 6 - 1     |            |             |
| 12 mai 1991 | Association sportive de Djerba | Club sportif de Makthar        | 2 - 2     | 2 - 2      | 2 - 3       |
| 12 mai 1991 | Olympique du Kef               | Étoile sportive du Sahel       | 2 - 3     |            |             |
| 19 mai 1991 | Avenir sportif de La Marsa     | Club sportif hilalien          | 1 - 0     |            |             |
| 12 mai 1991 | Club sportif de Hammam Lif     | Sfax railway sport             | 1 - 2     |            |             |
| 12 mai 1991 | Espérance sportive de Zarzis   | Club sportif sfaxien           | 2 - 1     |            |             |
| 12 mai 1991 | Club athlétique bizertin       | Stade tunisien                 | 2 - 1     |            |             |
| 12 mai 1991 | Espérance sportive de Tunis    | Jeunesse sportive kairouanaise | 3 - 1     |            |             |

### Quarts de finale
| Date         | Équipe 1                   | Équipe 2                     | Score 90' | Score 120' | Tirs au but |
| ------------ | -------------------------- | ---------------------------- | --------- | ---------- | ----------- |
| 12 juin 1991 | Avenir sportif de La Marsa | Club athlétique bizertin     | 1 - 0     |            |             |
| 12 juin 1991 | Club sportif de Makthar    | Espérance sportive de Tunis  | 0 - 2     |            |             |
| 12 juin 1991 | Étoile sportive du Sahel   | Union sportive monastirienne | 1 - 1     | 4 - 1      |             |
| 12 juin 1991 | Sfax railway sport         | Espérance sportive de Zarzis | 1 - 0     |            |             |

### Demi-finales
| Date             | Équipe 1                    | Équipe 2                   | Score 90' |
| ---------------- | --------------------------- | -------------------------- | --------- |
| 24 novembre 1991 | Étoile sportive du Sahel    | Avenir sportif de La Marsa | 2 - 0     |
| 24 novembre 1991 | Espérance sportive de Tunis | Sfax railway sport         | 1 - 0     |

### Finale
| Date            | Équipe 1                    | Équipe 2                 | Score 90' |
| --------------- | --------------------------- | ------------------------ | --------- |
| 8 décembre 1991 | Espérance sportive de Tunis | Étoile sportive du Sahel | 2 - 1     |

Les buts de la finale sont marqués par Ali Ben Neji (27e min pen) et Khalil Berbeche (66e min) pour l'EST et par Riadh Amara (16e min) pour l'ESS. La rencontre est dirigée par un trio français composé de Michel Girard, Alain Sars et Jean-Louis Walbel, alors que Abderrahman Gorgi officie en tant que quatrième arbitre.
Les formations alignées sont :
- Espérance sportive de Tunis (entraîneur : Zdzislaw Podedworny) : Cheikh Seck - Tarek Thabet, Hédi Berrekhissa, Mounir Zitouni, Khaled Ben Yahia, Ali Ben Néji, Mondher Baouab, George Timiș, Makrem Kridene, Ayadi Hamrouni (puis Mohsen Yahmadi), Khalil Berbeche (puis Samir Khemiri)
- Étoile sportive du Sahel (entraîneur : Faouzi Benzarti) : Tarek Ben Meriem - Hechmi Ouahchi, Riadh Amara, Ibrahima N'Diaye, Ferid Chouchane, Anis Ben Brahim (puis Brahim Jedidi), Imad Mizouri (en), Lotfi Hassoumi, Riadh Sghaïer (puis Hamma Trabelsi), Fahd Dermech, Kamel Azzabi

## Meilleur buteur
Lotfi Hassoumi (ESS) Chokri Bouzgarrou (USMo) et Amor Hammami (ST) marquent chacun trois buts dans cette compétition.